# Nyctéis
Pour les lépidoptères, voir Chlosyne et Apatura.
Dans la mythologie grecque, Nyctéis Νυκτηίς / Nuktêís) est la fille de Nyctée.
Elle épouse Polydore après que celui-ci est monté sur le trône de Thèbes et lui donne un fils nommé Labdacos.
Dans son poème "Le Cupidon de l'Esclave fortuné" (La Penthaire, 1531), Michel d'Amboise la mentionne mais la confond avec sa sœur Antiope, qui a été séduite par Jupiter.

## Source
- Pseudo-Apollodore, Bibliothèque [détail des éditions] [lire en ligne] (III, 5, 5).